# エクイティ
エクイティ（英: equity）、衡平法（こうへいほう）とは、英米法の国々において、コモン・ロー (common law)で解決されない分野に適用される法準則である。

## コモン・ローとの対比
英米法において、コモン・ローは、イングランドのコモン・ロー裁判所が下した判決が集積してできた判例法体系であるのに対し、エクイティは、コモン・ローの硬直化に対応するため大法官 (Lord Chancellor) が与えた個別的な救済が、雑多な法準則の集合体として集積したものである。
コモン・ローとエクイティとの間には、主に次のような違いがある。
- コモン・ローは契約法、不法行為法、不動産法（物権法）、刑事法の分野を中心に発展してきたのに対し、エクイティは信託法などの法分野を形成してきた。
- コモン・ローは民事事件の救済として金銭賠償を主とするのに対し、エクイティでは差止命令 (injunction)、特定履行 (specific performance) などの救済が認められてきた。
- コモン・ローの訴訟では陪審審理が用いられるのに対し、エクイティの訴訟では伝統的に陪審審理が用いられない。
- 伝統的には、コモン・ローの訴訟とエクイティの訴訟は別々の裁判所で取り扱われてきた。コモン・ローは厳格な手続を採用してきたのに対し、エクイティの訴訟では比較的柔軟な手続運営がされてきた。

現在では、コモン・ローの訴訟とエクイティの訴訟では手続に余り違いは無くなっているが、今でも、英米法の中でコモン・ローとエクイティの違いは広く認識されており、特に陪審審理が保障されるか否かといった点で現実的な違いを生んでいる。

## 各法域

### イングランドおよびウェールズ
イングランドでは12世紀末ころから、人民（間）訴訟裁判所 (Court of Common Pleas)、王座裁判所 (Court of King's Bench)、財務府裁判所 (Court of Exchequer) という3つのコモン・ロー裁判所が設けられ、そこでの判例の蓄積により、主に契約法、不法行為法、不動産法、刑事法の分野でコモン・ローが形成されてきた。その特徴は、陪審審理を用いること、金銭賠償による救済を原則とすることであった。
しかし、陪審が有力者の圧力を受ける場合があったこと、金銭賠償では真に当事者の求める救済が与えられないことがあったこと、コモン・ロー上の訴訟が手続的に厳格であり、訴訟方式 (forms of action) が定型化して新たな需要に応えられなくなってきたことから、14世紀から15世紀にかけて、国王の側近である大法官が、コモン・ローの救済を受けられない当事者に対し、個別的に救済を与えるようになった。それが15世紀以降体系化されたのがエクイティである。

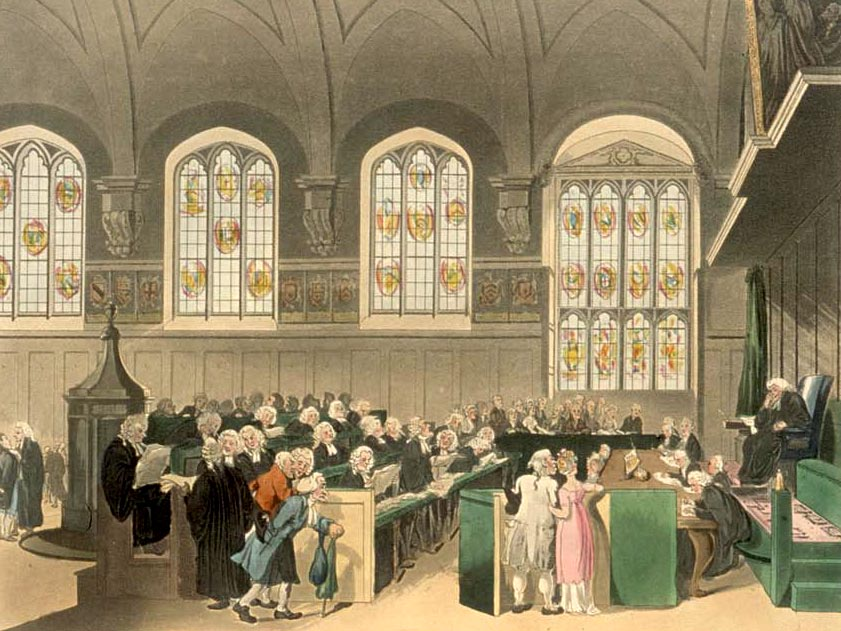
19世紀初頭、ロンドンの大法官裁判所。

その後、イングランドでは、大法官裁判所 (Court of Chancery) がエクイティを司り、信託法を発展させるとともに、救済方法としては、コモン・ローにはない差止命令 (injunction) や特定履行 (specific performance) を認めた。例えば、自分が所有する唯一の乳牛なのに、隣人の土地に迷い込んだまま、どうしても返してもらえないような場合、原告としては、その乳牛を返してほしいだけであって、金銭的価値の返還を受けることは望んでいないことが多い。このような場合、コモン・ロー裁判所も、「動産引渡令状 (writ)」と呼ばれる命令を発することができたが、差止命令と比較すると柔軟性に欠け、また簡単には得られなかった。
また、エクイティでは、コモン・ローよりも公平と柔軟性とに重点が置かれ、衡平法格言 (maxims of equity) という一般的な基準があるのみであった。そのため、大法官がめいめい自分勝手な良心に従って判決をしているという批判を浴びたこともあった。17世紀きっての法学者であるジョン・セルデンは、「エクイティは、大法官の足の長さに応じて変わる。」と批判した。
その後、イングランドおよびウェールズ では、1873年から1875年の裁判所法によって、コモン・ローとエクイティとの融合が進められた。
現在では、イングランドおよびウェールズでも、コモン・ローとエクイティは同じ裁判所で審理されるのが通常である。

### アメリカ合衆国
アメリカ合衆国も、イギリスからコモン・ローとエクイティの区別を継受した。アメリカでは、当時のイングランドと異なり、コモン・ロー裁判所がエクイティの訴訟も取り扱う州が多かった。しかし、その場合でもコモン・ローの訴訟とエクイティの訴訟では手続が異なっていた。
その後、1938年に制定された連邦民事訴訟規則2条では、「民事訴訟という一つの訴訟形式のみがある」と規定され、連邦裁判所及びこれに従うほとんどの州で、コモン・ローの訴訟とエクイティの訴訟の手続は統一された。しかし、その後も、後述のとおり、陪審審理が認められるかという点で、コモン・ローの訴訟とエクイティの訴訟には違いが残っている。
今日のアメリカ合衆国では、連邦裁判所とほとんどの州裁判所では、同じ裁判所が通常法とエクイティの双方を管轄するため、原告は、一回の手続で通常法上及びエクイティ上の双方の救済を得ることができる。しかし、特にデラウェア州など、今もなおコモン・ローとエクイティとで管轄する裁判所を分けている州もある。デラウェアの大法官裁判所（エクイティ裁判所）は、会社、信託、不動産、契約等の訴訟を管轄している。そのほか、一つの裁判所の中に別々の部を設けて、コモン・ローとエクイティとを分けて管轄させている州もある。信託法から発展した会社法のほか、伝統的に大法官部裁判所が管轄してきた分野には、遺言とその検認、養子縁組と後見、婚姻と離婚などがある。
アメリカ合衆国では、コモン・ローとエクイティとが統合されるにつれて、コモン・ロー裁判所が、多くのエクイティ裁判所の手続を取り入れた。エクイティ裁判所の手続は、コモン・ローの裁判所と比較してはるかに柔軟である。アメリカ合衆国の実務でいえば、併合 (joinder)、反訴 (counterclaim)、共同被告間訴訟 (cross-claim)、交差請求）、競合権利者確定手続 (interpleader) といった手続が、エクイティ裁判所に起源を持つ。

#### 陪審審理の要否
現在、アメリカ合衆国においてコモン・ローとエクイティの違いで最も重要な点は、陪審審理が認められるか否かという問題である。
アメリカでは、連邦裁判所における民事訴訟で陪審の審理を受ける権利は、アメリカ合衆国憲法修正7条により保障されているが、そこで陪審審理が保障されている民事訴訟とは、同条項が批准された年である1791年当時、イギリスでコモン・ロー上の訴訟とされていたものを指す。
連邦最高裁の判例によれば、ある制定法に基づく訴訟がコモン・ロー上のものかエクイティ上のものかを判断するには、(1)まず、その訴訟と、18世紀当時、コモン・ローとエクイティが一緒になる前のイギリスの法廷で起こされていた訴訟とを比較して、どちらの類型とより類似するかを判断する必要がある。(2)次に、求められている救済方法を審査し、その性質上コモン・ロー上のものであるかエクイティ上のものであるかを判断する必要がある。救済方法が、金銭賠償だけである場合には純粋にコモン・ロー上のものであり、陪審の権利が認められるのに対し、差止命令、契約解除、特定履行のような非金銭的救済はエクイティ上のものであるから、陪審ではなく裁判官の判断に委ねられる。